# Lisbeth Berg-Hansen

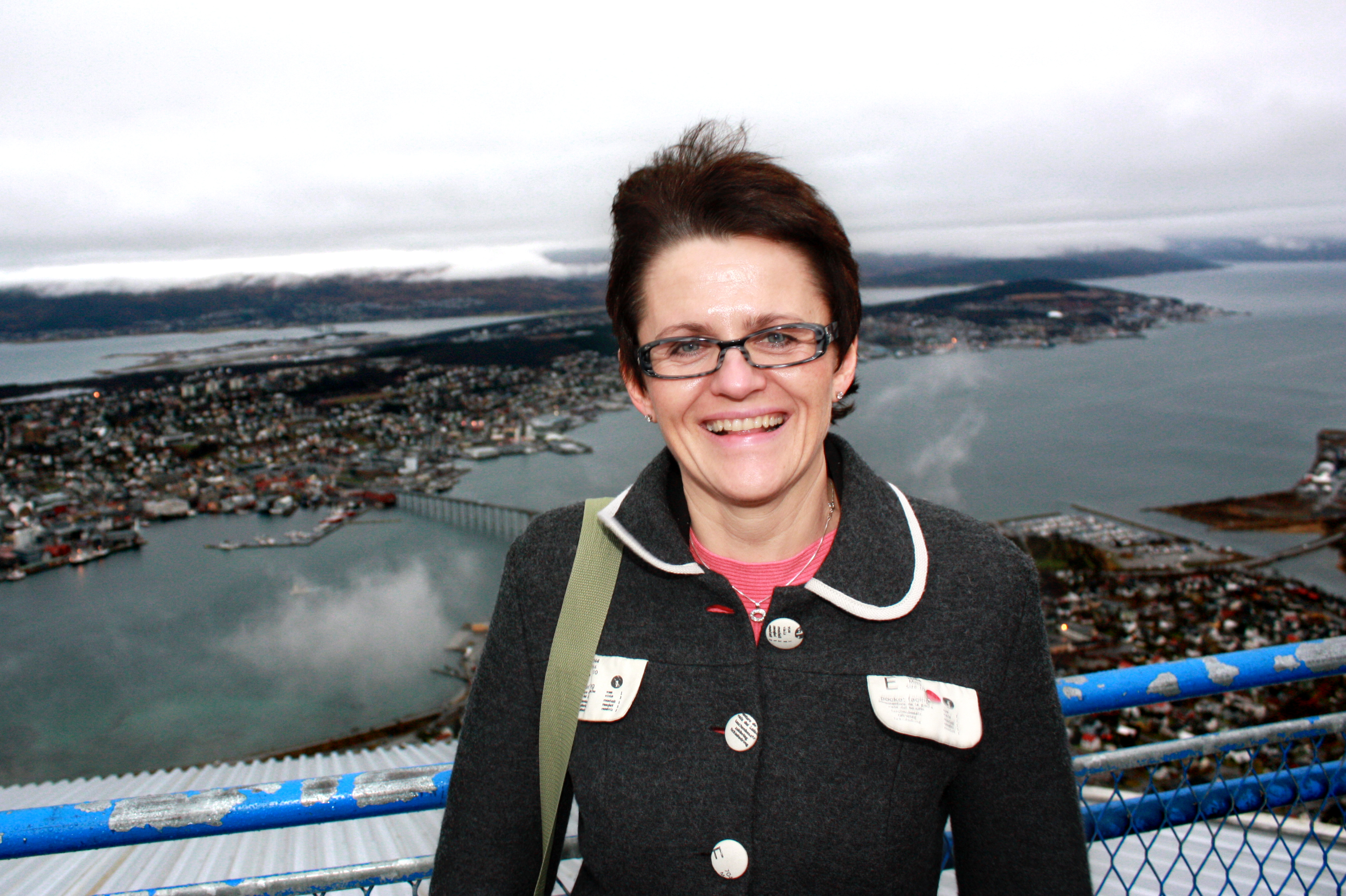
Lisbeth Berg-Hansen (2009)

Lisbeth Berg-Hansen (* 14. März 1963 in Bindal, Nordland) ist eine norwegische Politikerin der Arbeiderpartiet (Ap).

## Biografie
Nach ihrer Schulausbildung nahm sie eine berufliche Tätigkeit bei Sinkaberg-Hansen AS auf, einem Unternehmen der Aquakultur. Zugleich war sie zwischen 1987 und 1991 kommunalpolitisch aktiv als Mitglied des Gemeinderates von Bindal. Anschließend war sie zwischen 1992 und 1996 Beraterin des Fischereiministeriums (Fiskeridepartementet) sowie zeitgleich von 1995 bis 2003 Vizebürgermeisterin (Varaordfører) von Bindal.
Darüber hinaus war sie in der Legislaturperiode 1997/2001 Vararepresentant für das Storting. Von 2000 bis 2001 diente sie als Staatssekretärin unter Ministerpräsident Jens Stoltenberg.
Später war sie Mitglied der Vorstände der Hochschule Bodø, des Fischereiunternehmens Aker Seafoods sowie des Omnibus- und Fährenbetriebes Fosen Trafikklag. Zwischen 2003 und 2007 war sie wieder Mitglied des Gemeinderates von Bindal sowie von 2004 bis 2008 war sie auch Vizepräsidentin des norwegischen Unternehmerverbandes Næringslivets Hovedorganisasjon (NHO). Darüber hinaus war sie zwischen 2004 und 2005 auch Vorstandsvorsitzende der Landesvereinigung für Fischerei und Aquakultur (Fiskeri- og Havbruksnæringens Landsforening).
Bei den Parlamentswahlen am 14. September 2009 stand sie auf Platz 5 der Wahlliste der Arbeiderpartiet im Wahlkreis Nordland und wurde anschließend erneut Vararepresentantin der Provinz im Parlament.
Am 20. Oktober 2009 wurde Lisbeth Berg-Hansen zur Ministerin für Fischerei und Küsten (Fiskeri- og Kystminister) der Regierung Jens Stoltenberg II berufen. Diese Funktion hatte sie bis zum Antritt der Regierung Solberg im Oktober 2013 inne.

## Kritik
Die unter anderem vom Österreichischen Rundfunk ausgestrahlte TV-Dokumentation „Giftiger Fisch – Die große Gesundheitslüge“ wirft Lisbeth Berg-Hansen einen Interessenkonflikt zwischen ihrer Tätigkeit als Ministerin und Beteiligungen an Unternehmen der norwegischen Fischindustrie vor
. Aus diesem Grund, behauptet der Journalist Nicolas Daniel in dieser Dokumentation, hat sie wahrscheinlich verhindert, dass Ethoxyquin als Fischfuttermittelzusatz in Norwegen verboten wird. Weiters soll sie die Forschung zu Ethoxyquin durch Kürzung der finanziellen Mittel dafür behindert haben. Die wenigen dazu vorliegenden Studien sprechen laut der Dokumentation „Giftiger Fisch“ dafür, dass Ethoxyquin für den Menschen sehr gesundheitsschädlich ist. So soll die Substanz in der Lage sein, die Blut-Hirn-Schranke zu überwinden.